# اونوره
اونوره (به ایتالیایی: Onore) یک کومونه در ایتالیا است که در استان برگامو واقع شده‌است. اونوره ۱۱٫۶ کیلومتر مربع مساحت و ۷۹۹ نفر جمعیت دارد و ۷۰۰ متر بالاتر از سطح دریا واقع شده‌است.